# Oberer Weiher (Andechs)
Der Obere Weiher und der Untere Weiher, wohl auch als Andechser Weiher bezeichnet, sind eine kleine Seengruppe aus zwei künstlichen Gewässern bei Andechs. Der Obere Weiher besitzt sowohl einen Abfluss zum Kienbach, als auch einen Abfluss zum Unteren Weiher, den er speist. Der Abfluss des Unteren Weihers erfolgt über einen Graben, der erst im weiteren Verlauf über Erling in den Kienbach führt.